# おふろの中で見そめたの
『おふろの中で見そめたの』（おふろのなかでみそめたの）は、山口ひとみによる日本の漫画作品。
『なかよし』（講談社）にて連載された。

## 書誌情報
- おふろの中で見そめたの、初版発行日 1977年7月5日
  - ツインキーのライラック通信／はずかしながら恋かしら?／ママのホワイトシチュー／男らしさにドキッ!